# Delray Beach Open 2020
Delray Beach Open 2020 — тенісний турнір, що проходив на кортах з твердим покриттям у місті Делрей-Біч, США з 17 лютого. Належав до категорії ATP 250.

## Фінальна частина

### Одиночний розряд
Рейллі Опелка —  Йосіхіто Нісіока 7–5, 6–7(4–7), 6–2

### Парний розряд
Боб Браян /  Майк Браян —  Люк Бембрідж /  Бен Маклахлан 3–6, 7–5, [10–5]